# Tomàs Mieres
Tomàs Mieres (Girona, 1400 - Barcelona, 1474) fou un jurista català, doctor en ambdós drets. Es llicencià en decrets a Bolonya quan encara era molt jove. Posteriorment esdevingué batxiller en dret civil a Montpeller. Inicià els seus coneixements de dret català amb Narcís de Santdionís i Guillem Domenge. Fou un gran admirador i seguidor de Jaume Callís. Al retornar a Girona hi exercí com a advocat i, entre el 1441 i el 1443, com a jutge ordinari. Fou conseller i conservador del Reial Patrimoni del rei Alfons el Magnànim. El 1448 fou nomenat canceller reial i es traslladà a Barcelona, on hi romangué exercint tal càrrec fins poc abans de morir, tot i que mantingué discrepàncies amb Joan II. En la seva obra exposa exhaustivament el dret públic català. Va compilar el dret senyorial de les terres gironines tot i que, paradoxalment, se'l considera el més antisenyorial dels juristes catalans del seu temps. En tal sentit, va definir clarament les llibertats burgeses i va donar suport a la supressió de les servituds agràries, aconsellant el plantejament de les reivindicacions dels pagesos davant dels tribunals.

## Obres
- Apparatus super constitutionibus et capitulis Curiarum generalium Cathaloniae. És l'obra que el feu més famós. Com indica Mariàngela Vilallonga,[2] és una obra que "corregí, addicionà i rectificà, fins a deixar-la acabada l'any 1465. La dependència de Callís es fa evident en aquesta obra, que constitueix l'exposició més completa sobre les Constitucions de Catalunya. S'hi relacionen les institucions amb el dret comú, les doctrines dels glossadors, els comentaristes, els autors del país i els estrangers, i, fins i tot, reflecteix les seves lectures dels autors clàssics i d'obres literàries quasi contemporànies. Així trobem citats en l'obra humanistes com el Panormita, juristes italians com Bartolo o Giovanni da Imola, o Bartolo de Sassoferrato, o Cino de Pistoia, al costat de Sant Tomàs, Bernat Metge o Anselm Turmeda."
- De iuris firma.
- Commentun super Usaticis Barchinonae.
- Summula de aflictionibus et oppresionibus.
- Summula regaliae soni emissi.
- Praelectiones super sacramentalis Gerundae.
- Summula de homagio.
- Additiones al Directorium de Jaume Callís.
- Thomae Mieres J.C. Gerundensis Constitutiones Cathaloniae scholia et interpretationes liber.
- Propositi de privilegio militari, cum additionibus Thomae Mieries (afegitons al De privilegio militari de Gulliem Pabord).
- De iuribus castrorum terminatorum.
- Usantiae et consuetudines civitatis et dioc. Gerundae a libris peritorum et usibus utentium observatae, et a Thomas Mieres licentiato patrono causarum in unum collectae sub certis titulis M.CDXXIX
- Jacobi item Directorium pacis et treguae cum additionibus Thomae Mieres, propia manu ut dicitur, quod tempore Regis Martini fuit conscriptium, sequendo ordinem Jacobi Cardonae Vicensis patroni causarum